# Gouvernement Houphouët-Boigny II
Pour les articles homonymes, voir Gouvernement Houphouët-Boigny.
Première République
Houphouët-Boigny I Houphouët-Boigny III
Le gouvernement Houphouët-Boigny II du 15 février 1963 est le deuxième de la Première République, il dure environ 6 mois et demi et est remplacé par le Gouvernement Houphouët-Boigny (3) du 10 septembre 1963.

## Composition
- Président de la République : Félix Houphouët-Boigny

### Ministre d’Etat
- Ministre d’Etat : Auguste Denise

### Ministres
- Ministre des Finances publiques et des affaires économiques : Raphaël Saller
- Ministre de l'Intérieur : Germain Coffi Gadeau
- Ministre de la Défense nationale : Jean Konan Banny
- Ministre des Transports : Alcide Kacou
- Ministre du Travail : Camille Gris
- Ministre de la Construction : Kacou Aoulouh
- Ministre de la production animale : Tidiane Dem
- Garde des sceaux, ministre de la Justice : Nanlo Bamba
- Ministre de l'Éducation nationale : Amon Tanoh Lambert
- Ministre Agriculture et Coopération : Jean-Baptiste Mockey
- Ministre de la Fonction publique : Loua Diomandé
- Ministre de la Jeunesse et des sports : Blé Kouadio M’Bahia
- Ministre de la Santé publique et de la Population : N'Dia Koffi Blaise
- Ministre de l'Information : Amadou Thiam

### Ministres délégués
- Délégué aux Affaires étrangères : Camille Alliali

## Source
- (fr) 2e Gouvernement de Côte d'Ivoire  Document officiel, pdf sur gouv.ci